# Флессбург, Александр Хайнц
Александр Хайнц Флессбург, нем. Alexander Heinz Flessburg (31 июля 1873, Леобшютц — сентябрь 1936, Берлин) — военный дирижёр и композитор маршевой музыки во времена Веймарской республики и Третьего рейха. Оберштурмфюрер СС.

## Биография
Долгое время служил в кригсмарине в должности капельмейстера. Демобилизовался в звании обер-лейтенанта флота в середине 1920-х гг. Непродолжительное время был председателем Союза бывших музыкальных дирижёров армии и флота (нем. Verband der ehemaligen Musikmeister des Heeres und der Marine).
Активно участвовал в нацистском движении, служил в СС, с 1933 г. — руководитель музыкального батальона СС-штандарта 42 (Берлин). Автор ряда нацистских боевых песен, среди которых — марш «СА марширует» (1933), записанный в том же году на пластинки вместе с маршем Арно Пардуна «Народ, к оружию!». Также сохранились записи ряда других известных маршей в исполнении оркестра под его руководством.